# Apache Cocoon
Apache Cocoon (кокон) — програмний каркас (фреймворк) побудований навколо понять розділення відповідальності та компонентно-орієнтованого програмування.
В Cocoon ці принципи реалізовано навколо поняття компонентного конвеєра, компоненти на такому конвеєрі спеціалізується на виконанні окремих операцій.
Фреймворк фокусується на публікації XML та XSLT і написаний на мові програмування Java.
Гнучкість, що надається сильною залежністю від XML, дозволяє швидку публікацію контенту в 
різноманітних форматах включаючи HTML, PDF, та WML.
На основі цього каркаса було побудовано системи керування вмістом Apache Lenya і Daisy.
Cocoon є загальним інструментом для переміщення даних у сховища (warehousing) чи посередником для передачі даних між системами.

## Виноски
1. 1 2  Cocoon Main Site — Features. 3 квітня 2008. Архів оригіналу за 26 червня 2013. Процитовано 3 квітня 2008.